# Boechera holboellii
Espèce
Classification phylogénétique
Boechera holboellii est une espèce de plantes herbacées vivaces du genre Boechera, appartenant à la famille des Brassicaceae, que l'on trouve au Groenland. Sa cytologie a été abondamment étudiée par le botaniste danois Böcher (1909-1983). Sa distribution varie dans les études antérieures, incluant d'autres espèces polymorphes à plusieurs variétés dans certaines régions arctiques du Canada, mais des travaux depuis 2006 circonscrivent l'espèce strictement au Groenland.
L'épithète de cette espèce rappelle la mémoire de l'explorateur du Groenland, Carl Peter Holbøll (1795-1856).

## Taxonomie
Synonyme
- Arabis holboellii Hornem.

Synonymes autres
- Arabis declinata Schrad.
- Arabis heteromalla Schrad.
- Arabis holboelliana Trevir.
- Arabis lilacina Schrad.
- Erysimum holboellii (Hornem.) Kuntze
- Streptanthus virgatus Nutt.[3]

## Espèces similaires
Le type de B. holboellii est diploïde et originaire du Groenland.
Le botaniste M. D. Windham le distingue des espèces suivantes:
- B. pendulocarpa, originaire des montagnes de l'ouest de l'Amérique du Nord
- B. collinsii, originaire des Montagnes Rocheuses
- B. polyantha, originaire de l'Idaho, du Montana, de l'Oregon et de l'État de Washington
- B. retrofracta, dont l'aire de distribution s'étend de l'Ontario à l'Alaska, en Californie et au Montana.